# Borna Sosa
Borna Sosa ( pronúncia em servo-croata: [bôːrna sǒːsa] ; Zagreb - 21 de janeiro de 1998) é um futebolista croata que joga como lateral-esquerdo no Crystal Palace, e na seleção croata.

## Carreira
Nasceu no bairro de Prečko em Zagreb, perto de Posušje . Ele é uma perspectiva jovem do Dinamo Zagreb . Ele estreou no Prva HNL pelo Dínamo pelo técnico Zoran Mamić em 7 de março de 2015, na vitória por 2 a 0 em casa sobre o Zagreb, começando e jogando 90 minutos completos. Em 10 de maio de 2016, ele jogou 90 minutos completos na final da Copa da Croácia, quando o Dínamo derrotou o Slaven Belupo por 2–1. Ele fez sua estreia europeia em 12 de julho de 2016, quando o técnico Zlatko Kranjčar o substituiu por Alexandru Mățel aos 66 minutos da vitória por 2–1 sobre o Vardar em Skopje na segunda rodada de qualificação da Liga dos Campeões . Ao longo de quatro temporadas no Dínamo, Sosa fez 41 partidas e seis assistências pelo clube de sua cidade natal. Em 14 de maio de 2018, assinou um contrato de cinco anos com o VfB Stuttgart, permitindo-lhe a transferência para Stuttgart em 1º de julho. Suas atuações na Bundesliga lhe renderam elogios e comparações com David Beckham, a quem ele chamou de seu modelo de futebol ao lado de David Alaba . Em 27 de novembro de 2020, ele estendeu seu contrato até 2025. Ele terminou a temporada com nove assistências em sua conta.
No início da temporada 2021–22, em 7 de agosto, Sosa foi o capitão do Stuttgart pela primeira vez em uma partida da DFB-Pokal contra o Dínamo de Berlim, marcando e dando assistência na vitória por 6–0. Sete dias depois, na primeira rodada da Bundesliga, Sosa deu a Marc-Oliver Kempf e Hamadi Al Ghaddioui um hat-trick de assistências na vitória do Stuttgart sobre o Greuther Fürth por 5–1.
Foi convocado pela primeira vez para a seleção nacional em 16 de agosto de 2021, antes das eliminatórias da Copa do Mundo em setembro contra Rússia, Eslováquia e Eslovênia . Ele fez sua estreia em 1º de setembro em um empate sem gols contra a Rússia, sendo convocado para o time titular. Em 14 de novembro, nas eliminatórias cruciais contra o mesmo adversário, marcou um gol contra de Fyodor Kudryashov, levando a Croácia à vitória por 1 a 0 e à qualificação para a Copa do Mundo . Em 22 de setembro de 2022, ele marcou seu gol de estreia pela seleção nacional na vitória por 2 a 1 da Liga das Nações sobre a Dinamarca . Foi convocado para a copa do mundo de 2022, sendo titular.

## Títulos
Dínamo Zagreb
- MAXtv Prva Liga: 2015–16, 2017–18
- Copa da Croácia: 2015–16, 2017–18

Crystal Palace
- Supercopa da Inglaterra: 2025[19]

### Prêmios individuais
- Seleção do Campeonato Europeu Sub-17 de 2015[20]